# Alto Longá
Pour les articles homonymes, voir Alto (toponyme).
Alto Longá est une municipalité brésilienne située dans l'État du Piauí.